# Uropeltis bicatenata
Uropeltis bicatenata là một loài rắn trong họ Uropeltidae. Loài này được Günther mô tả khoa học đầu tiên năm 1864.